# François Fernandez
François Fernandez (* 22. Februar 1960 in Rouen) ist ein französischer Violinist im Bereich historische Aufführungspraxis.

## Leben und Wirken
In eine Familie von Musikern (Klassik und Jazz) hineingeboren, versuchte François Fernandez sich während des Erlernens der klassischen Violine bereits im Alter von 11 Jahren auf der Barockvioline, hierzu erhielt er Unterricht von  Gilbert Bezzina nur zwei Jahre später widmete er sich ausschließlich dieser Variante der Violine und begann kurze Zeit später sein diesbezügliches Studium bei Sigiswald Kuijken in Den Haag. Bereits mit siebzehn Jahren musizierte er in Kujkens La Petite Bande und erhielt 1980 das Solistendiplom.
Daraufhin spielte Fernandez mit weiteren Barockensembles als Solist oder Konzertmeister, so mit dem „Kuijken Quartett“, „La Chapelle Royale“, „Orchester des 18. Jahrhunderts“, „Les Agrémens“, dem „Ensemble 415“, „Melante 81“, dem „Ricercar Consort“ dem Barockorchester „Les Muffattis“, dem Bremer Barockorchester und anderen. Seit jeher widmet er sich hauptsächlich der Kammermusik, zeitweise mit den Brüdern Kuijken, dem Ricercar Consort oder den Brüdern Hantaï.
Neben der Barockvioline spielt Fernandez Bratsche, Viola d’amore, Gambe und Violoncello da spalla. Er unterrichtete an den Musikhochschulen von Toulouse, Lüttich, Brüssel und Trossingen. Seit 1998 unterrichtet er Barockvioline am Pariser Konservatorium. Seit September 2009 leitet Fernandez, in Nachfolge von Sigiswald Kuijken, dessen Klasse für Barockvioline am niederländischsprachigen Königlichen Konservatorium Brüssel. Außerdem lehrt er seit 2018 an der Musikhochschule IMEP in Namur, und gibt regelmäßig Meisterkurse in verschiedenen Ländern Europas und Asiens.
Gemeinsam mit den Musikerkollegen Philippe Pierlot und dem Cellisten Rainer Zipperling (* 1955), wurde 2002 das CD-Label „FLORA“ gegründet.